# Скансин
Скансин (фар. Skansin) — историческая крепость в городе Торсхавн, столице Фарерских островов.
Местные жители называют Скансин «самой мирной крепостью в мире». Скансин находится непосредственно в гавани Торсхавна на возвышенности. Он был построен примерно в 1580 году по инициативе Магнуса Хайнасона для защиты города от вражеских атак, после чего подвергся нападению со стороны пиратов.